# Черкесский водопад (пещера)

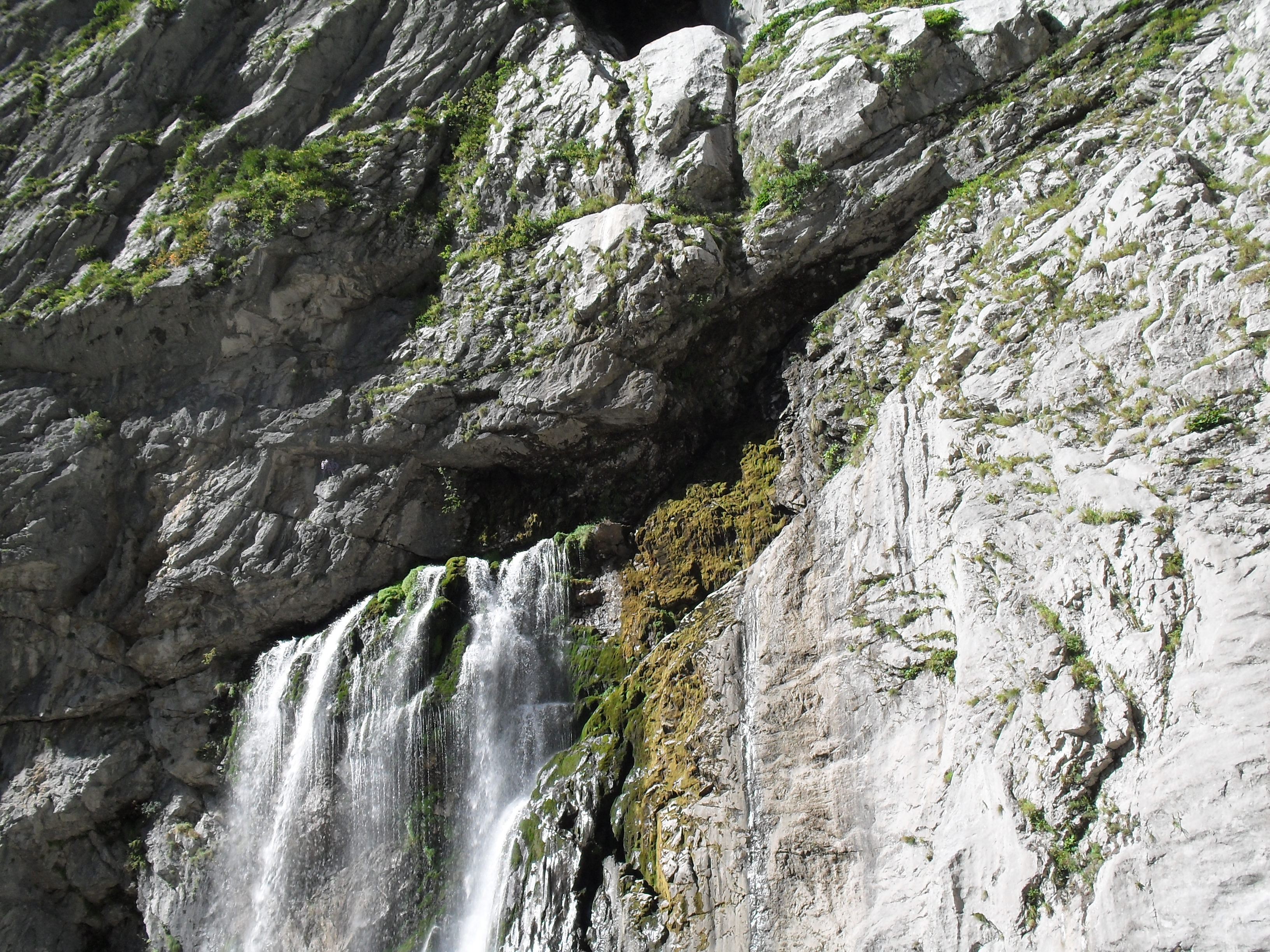
Вход в пещеру Черкесский водопад

Пещера Черкесский водопад (груз. გეგის ჩანჩქერის მღვიმე) — карстовая пещера, расположенная в горном массиве Арабика Кавказских гор, в Абхазии, в Гудаутском районе частично признанной Республики Абхазия, согласно административному делению Грузии — в Гудаутском муниципалитете Абхазской Автономной Республики. Получила своё название по имени водопада, образующегося при выходе реки из пещеры. Водопад имеет двойное название: Гегский и Черкесский. Более распространённым названием для водопада является Гегский водопад — по названию реки Гега: пещера образована подземным участком течения этой реки.
Протяжённость — 315 м, проективная длина — 300 м, амплитуда — 100 м (+100 м), площадь — 2180 м², объём — 3100 м³.
По спортивной классификации пещера относится к категории 3А.